# Alyssum heideri
Alyssum heideri är en korsblommig växtart som beskrevs av Anton Johann Krocker. Alyssum heideri ingår i släktet stenörter, och familjen korsblommiga växter. Inga underarter finns listade i Catalogue of Life.